# Takehito Mori
Takehito Mori (Japón, 22 de abril de 1984) es un gimnasta artístico japonés, medallista mundial de bronce en el concurso por equipos.

## Carrera deportiva
En el Mundial celebrado en Aarhus (Dinamarca) en 2006 consiguió el bronce en el concurso por equipos, tras China (oro) y Rusia (plata), siendo sus compañeros de equipo: Hisashi Mizutori, Takuya Nakase, Eichi Sekiguchi, Hiroyuki Tomita y Naoya Tsukahara.